# Octavian Nemescu
Octavian Nemescu (Pașcani (regió de Moldàvia), 29 de març de 1940 - Bucarest, 6 de novembre de 2020), va ser un compositor i musicòleg romanès contemporani.

## Estudis
Va estudiar al Conservatori Ciprian Porumbescu de Bucarest, entre 1956 i 1963. Mihail Jora va ser el seu professor de composició, Paul Constantinescu el seu professor d'harmonia i Alexandru Pașcanu i Anatol Vieru els seus professors d'orquestració. L'any 1972 va participar en els cursos d'estiu a Darmstadt.

## Activitat didàctica
De 1971 a 1978 va ensenyar Anàlisi i Contrapunt musical a la Universitat de Brașov. Fins al 1990 va ser professor de contrapunt, harmonia i història de la música a l'Acadèmia de les Arts "George Enescu". Des de 1990 va ser professor a la Universitat Nacional de Música de Bucarest.

## Obra musical (selecció)
- Sonata per a clarinet i piano, 1962
- Triangle, 1963-64
- Combinacions en cercles per a violoncel, conjunt i cinta, 1965
- Four Dimensions in Time – IV, ‘Il·luminació’ per a cor i orquestra mixtes, 1967
- Gradeatia per a cinta, 1982
- Metabizantinirikon per a clarinet, violí i cinta, 1985
- Finalis-septima per a clarinet, fagot, violí, violoncel, piano i percussió, 1989
- Finalpha per a trombó, percussió i cinta, 1990
- Finaleph, 1990
- Quartet de corda per a mitjanit, 1993
- Postsimfonia núm. 3, 2003